# Erich Wagner (Mediziner)
Erich Wagner (* 15. September 1912 in Komotau; † 22. März 1959 in Oberkirch) war ein deutsch-österreichischer SS-Sturmbannführer (1944) und Lagerarzt im KZ Buchenwald.

## Leben
Wagner studierte nach seiner abgeschlossenen Schullaufbahn unter anderem an der Universität Graz und Innsbruck Medizin und schloss sein Studium im Dezember 1938 mit dem Staatsexamen ab. Noch vor dem Anschluss Österreichs an das Deutsche Reich im März 1938 engagierte er sich bei der in Österreich verbotenen NSDAP und SS (SS-Nummer 279.572). Danach besuchte er eine SS-Junkerschule und erhielt die Approbation. Im November 1939 wurde Wagner im KZ Buchenwald als Lagerarzt eingesetzt, wo er bis Januar 1941 tätig war.
Im Juni 1940 wurde sein Dissertationsvorhaben Ein Beitrag zur Tätowierungsfrage durch Friedrich Timm, seit 1938 Vorstand der Anstalt für gerichtliche Medizin und naturwissenschaftliche Kriminalistik an der Universität Jena, angenommen. Bereits Ende November 1940 reichte Wagner die später mit „sehr gut“ bewertete Dissertation ein. Wagner wurde im September 1941 zum Dr. med. promoviert. Für diese Studie wurden 800 tätowierte Buchenwaldhäftlinge nach Inhaftierungsgründen, Herkunft, Motivation zur Tätowierung und Art der Tätowierung untersucht. Insbesondere sollten Zusammenhänge zwischen „Tätowierung und Verbrechertum“ erforscht werden. Die Arbeit wurde wohl hauptsächlich von dem Buchenwaldhäftling Paul Grünewald verfasst und durch Wagner lediglich begleitet. Dies war der Universität Jena jedoch nicht bekannt.

„Vom Herbst 1940 an war SS-Hauptsturmführer Müller in der Pathologie tätig, […] Müller hat mit dem Lagerarzt Dr. Wagner  zusammengearbeitet, der eine Doktorarbeit über Tätowierungen schrieb. Beide durchforschten das ganze Lager nach Tätowierten und ließen sie fotografieren. Die Häftlinge wurden dann vom Kommandanten Koch ans Tor gerufen, nach der Pracht ihrer tätowierten Haut ausgesucht und ins [Kranken-]Revier geschickt. Bald darauf erschienen die besten Hautexemplare in der ‚Abteilung für Pathologie’, wo sie präpariert und jahrelang SS-Besuchern als besondere Kostbarkeiten gezeigt wurden.“

Der Häftling Gustav Wegerer, Wiener Chemieingenieur und Kapo in der Pathologischen Abteilung des KZ Buchenwald, sagte später folgendes aus: „Der SS-Arzt Dr. Wagner machte eine Dissertationsarbeit über Tätowierungen, wobei auffällig war, dass die von ihm bestellten Häftlinge starben und ihre Tätowierungen abgelöst wurden. Es ist anzunehmen, dass sie von ihm im Krankenhaus liquidiert wurden.“ Wahrscheinlich wurde Ilse Koch, Ehefrau des Lagerkommandanten Karl Otto Koch, durch diese Arbeit zur Sammlung von Gegenständen aus präparierter Haut inspiriert.
Nach seinem Einsatz in Buchenwald war Wagner wahrscheinlich als Truppenarzt bei Formationen der Waffen-SS eingesetzt. Zum Kriegsende kam Wagner in amerikanische Kriegsgefangenschaft, aus der er 1948 entweichen konnte. Unter einem Pseudonym lebte er unentdeckt sechs Jahre lang in Bayern. Ab 1957 praktizierte er in der Arztpraxis seiner Frau in Lahr/Schwarzwald, bis er 1958 festgenommen wurde.  Wagner wurde schließlich wegen seiner in Buchenwald begangenen Verbrechen vor dem Landgericht Offenburg angeklagt und beging im März 1959 in der Untersuchungshaft im Gefängnis Oberkirch Suizid.